# Lepidepecreum comatum
Lepidepecreum comatum är en kräftdjursart som beskrevs av Gurjanova 1962. Lepidepecreum comatum ingår i släktet Lepidepecreum och familjen Lysianassidae. Inga underarter finns listade i Catalogue of Life.